# Bandeira da República Socialista Soviética da Armênia

Bandeira da República Socialista Soviética da Armênia

A bandeira da República Socialista Soviética da Armênia foi adotada em 17 de dezembro de 1952.
A primeira bandeira da RSS da Armênia foi introduzida na constituição e aceitada em 2 de fevereiro de 1922, pelo Primeiro Congresso dos Sovietes da RSS da Armênia. A bandeira adotada existiu por apenas um mês, pois, em 12 de março, a RSS da Armênia uniu-se com a RSS da Geórgia e a RSS do Azerbaijão, formando a RSFS Transcaucasiana, que foi dividida novamente nas três repúblicas antigas, em 1936.
Entre 1936 e 1952, a bandeira era vermelha com a foice e martelo em dourado no canto esquerdo da parte superior. Os caracteres armênios HSSR (para Haykakan Sovetakan Sotsialistakan Respublika) eram na cor dourada, abaixo da foice e o martelo.
Em 1922, a bandeira era semelhante das adotadas entre 1936 e 1952, mas sem a foice e martelo, e com os caracteres cirílicos CCPA (SSRA) no lugar.

Bandeira da RSS da Armênia em fevereiro-março de 1922
Bandeira da RSS da Armênia entre 1936-1940
Bandeira da RSS da Armênia entre 1940-1952